# Dinastia de Borgonha
A Dinastia de Borgonha ou Casa de Borgonha foi um ramo cadete da Dinastia Capetiana, descendente de Roberto I, Duque da Borgonha, um dos filhos de Roberto II de França.
A dinastia governou o Ducado da Borgonha entre 1032 e 1361. A linhagem principal da dinastia terminou com a morte, em 1361, de Filipe I, Duque da Borgonha. Seu ducado foi herdado por João II de França, cuja mãe tinha sido membro da Casa de Borgonha, então o ducado passou para a Casa de Valois, então casa governante da França.
Notáveis membros da linhagem principal da Casa de Borgonha incluem:
- Roberto I, Duque da Borgonha
- Henrique de Borgonha, Conde de Portugal
- Hugo III, Duque da Borgonha
- Eudo IV, Duque da Borgonha
- Margarida da Borgonha, primeira esposa e Rainha de Luís X de França
- Joana de Borgonha, a Coxa, primeira esposa e Rainha de Filipe VI de França
- Filipe I, Duque da Borgonha

## Genealogia

### Casa de Borgonha
- Roberto II de França (972–1031)
  - Hugo Magno (1007–1025)
  - Henrique I de França (1008–1060)
    -  Casa de Capeto

  - Roberto I, Duque da Borgonha (1011–1076)
    - Hugo (1034–1060)
    - Henrique de Borgonha (1035–1066)
      - Hugo I, Duque da Borgonha (1057–1093)
      - Eudo I, Duque da Borgonha (1058–1103)
        - Hugo II, Duque da Borgonha (1084–1143)
          - Eudo II, Duque da Borgonha (1118–1162)
            -  Hugo III, Duque da Borgonha (1148–1192)
              - Eudo III, Duque da Borgonha (1166–1218)
                -  Hugo IV, Duque da Borgonha (1213–1272)
                  - Eudo de Borgonha, Conde de Nevers (1230–1269)
                  - João de Borgonha, Conde de Charolais (1231–68), Senhor de Bourbon (1231–1268)
                  - Roberto II, Duque da Borgonha (1248–1306)
                    - João (1279–1283)
                    - Hugo V, duque da Borgonha (1294–1315)
                    - Eudo IV, Duque da Borgonha (1295–1349)
                      - Filipe da Borgonha, Conde de Auvérnia (1323–1346)
                        -  Filipe I, Duque da Borgonha (1346–1361)

                      -  João (1325–1328)

                    - Luís da Borgonha, Rei da Tessalônica (1297–1316)
                    -  Roberto, Conde de Tonnerre (1302–1334)

                  -  Hugo, Senhor de Montreal e Visconde de Avallon (1260–1288)

              - Alexandre, Senhor de Montagu (1170–1205)
                -  Senhores de Montagu

              -  Guigues VI de Vienne (1184–1237)
                - Guigues VII de Vienne (1225–1270)
                  - João I, Deufim de Vienne (1264–1282)
                  -  André (1267 – depois de 1270)

                -  João (1227–1239)

          - Gauthier, Arcebispo de Besançon (1120–1180)
          - Hugo, o Vermelho, Senhor de Navilly (1121–1171)
            -  Guilherme

          - Roberto, Bispo de Autun (1122–1140)
          - Henrique, Senhor de Flavigny, Bispo de Autun (1124–1170)
          -  Raimundo, Senhor de Grignon e Montpensier (1125–1156)
            -  Hugo (1147–1156)

        -  Henrique (1087–1131)

      - Roberto de Borgonha, Bispo de Langres (1059–1111)
      - Reinaldo, Abade de São Pedro de Flavigny (1065–1092)
      -  Henrique de Borgonha, Conde de Portugal (1066–1112)
        -  Ramo Português

    - Roberto (1040–1113)
    -  Simão (1044–1088)

  -  Eudo (1013–1056)

### Ramo Montagu da Casa de Borgonha
- Alexandre, Senhor de Montagu (1170–1205)
  - Eudo I, Senhor de Montagu (1196–1245)
    - Alexandre II, Senhor de Bussy (1221–1249)
    - Guilherme I, Senhor de Montagu (1222–1300)
      - Alexandre III, Senhor de Sombernon (1250–1296)
        - Estêvão I, Senhor de Sombernon (1273–1315)
          - Estêvão II, Senhor de Sombernon (1296–1339)
            - Guilherme II, Senhor de Sombernon (1320–1350)
              - João, Senhor de Sombernon (1341–1410)
                -  Catarina, Senhora de Sombernon e Mâlain (1365 – após 1431)

              -  Pedro, Senhor de Mâlain (1343–1419)

            - Pedro I, Senhor de Mâlain (1322–)
              -  Estêvão, padre (1345–1367)

            -  Hugo, monge (1324 – após 1359)

          -  Filiberto I, Senhor de Couches (1300 – após 1362)
            -  Hugo de Montagu, Senhor de Couches (1325–)
              - João de Montagu, (1346–1382)
              - Filiberto II, Senhor de Couches (1348–1406)
                - João II, Senhor de Couches (1380 – após 1435)
                  -  Cláudio, Senhor de Couches (1404–1471)

                -  Adalto (−1406)

              - Hugo (1351 – após 1380)
              -  Alexandre, Abade de Flavigny (−1417)

        - Guilherme (1276 – após 1313)
        -  Eudo, Senhor de Marigny-le-Cahouët (1290–1349)
          - Geraldo, Senhor de Montoillot (1332 – após 1367)
            - João, Senhor de Montoillot (1363 – após 1410)
            -  Adalto (1365–1400)

          -  Guilherme, Senhor de Marigny (1335 – após 1380)

      -  Oudardo, Senhor de Montagu (1264 – após 1333)
        - Henrique, Senhor de Montagu (1306–1349)
        -  Oudardo, monge em Reims (1312–1340)

    - Filipe, Senhor de Chagny (1227 – após 1277)
    - Gaucher, Senhor de Jambles (1230 – após 1255)
    -  Eudo, Senhor de Cortiambles (1231 – após 1255)

  - Alexandre, Bispo de Châlon-sur-Saône (1201–1261)
  -  Geraldo, Senhor de Gergy (1203 – após 1222)

## Dinastia de Borgonha de Portugal
A designação Dinastia de Borgonha de Portugal aplica-se às casas reais de Portugal, Galiza, Leão e Castela, e que governaram estes países, respectivamente, entre 1096 e 1383, 1126 e 1230 e 1126 e 1368, ainda que não tenham uma origem comum. Com efeito, a Dinastia da Borgonha reinante em Portugal deriva da casa ducal da Borgonha, por via do conde D. Henrique de Borgonha, sendo um ramo cadete da dinastia capetiana, e a dinastia da Borgonha reinante em Leão e em Castela derivada da casa condal da Borgonha, por via do conde D. Raimundo, pai do imperador Afonso VII de Leão e Castela.
A Dinastia de Borgonha Portuguesa, também chamada Afonsina (pelo elevado número — quatro — de soberanos com o nome de Afonso) foi a primeira dinastia do Reino de Portugal. Começou em 1096, ainda como mero condado (autonomizado em reino em 1139–1143) e terminou em 1383. 
D. Afonso Henriques tornou-se Príncipe de Portugal depois de vencer os nobres galegos, os Peres de Trava, aliados de sua mãe, D. Teresa, na batalha de São Mamede em 1128. Foi apenas em 1179 que o Papa Alexandre III reconheceu Portugal como um Estado independente, o que na época era fundamental para a aceitação do reino no mundo cristão. D. Sancho I sucedeu a D. Afonso I, seu pai. À semelhança do anterior continuou o processo de Reconquista da Península Ibérica sob domínio mouro. A D. Sancho I sucedeu D. Afonso II, seu filho. Em 1223 o seu filho D. Sancho II sucedeu-lhe. O reinado deste não durou muito tempo e em 1248 seu irmão subiu ao trono, D. Afonso III. Foi ele que terminou com a presença muçulmana em Portugal, re-adaptando o título de Rei de Portugal e do Algarve. Com as fronteiras do território definidas através do Tratado de Alcanizes (1297), D. Dinis, filho de Afonso III e herdeiro da coroa, começou um processo de exploração da terra do reino. Em 1325 sucedeu-lhe D. Afonso IV, cujo filho, D. Pedro I, protagonizou um dos episódios mais conhecidos da História de Portugal, que Luís de Camões incluiu n’Os Lusíadas, o amor de Pedro e Inês de Castro. Com a morte de D. Pedro I, o filho primogénito, D. Fernando subiu ao trono em 1367. Em 1383 sua filha, D. Beatriz, casou-se com João I de Castela, o que complicou a continuidade da dinastia. Em 1383, com a morte de D. Fernando, o reino entra em anarquia total, com a ameaça de anexação pelo reino de Castela. Após a eleição de D. João I como rei nas Cortes de Coimbra de 1385, considera-se iniciada uma nova dinastia, pela quebra na sucessão legítima, ainda que o novo soberano descendesse directamente do rei D. Pedro I.
No ano de 1390 D. João I unificou o Reino de Portugal, por definitivo.

### Reis da Dinastia Afonsina
- D. Afonso Henriques, O Conquistador (1139–1185)
  - D. Sancho I, O Povoador (1185–1211)
    - D. Afonso II, O Gordo (1211–1223)
      - D. Sancho II, O Capelo (1223–1248)
      - D. Afonso III, O Bolonhês (1248–1279)
        - D. Dinis, O Lavrador, o Trovoresco e o Poeta (1279–1325)
          - D. Afonso IV, O Bravo (1325–1357)
            - D. Pedro I, O Justiceiro (1357–1367)
              - D. Fernando, O Formoso (1367–1383)

## Dinastia de Borgonha em Leão, Castela e Galiza
Na inexistência de herdeiros masculinos do imperador Afonso VI de Leão e Castela, sucedeu-lhe no trono a sua filha Urraca I de Leão e Castela, que havia sido casada com Raimundo da Borgonha, descendente dos condes da Borgonha, entretanto falecido. Por essa via, cessara a varonia na Dinastia de Navarra (iniciada três quartos de século antes com a subida ao trono de Leão e Castela de Fernando I de Leão), e começava a dinastia de Borgonha em Leão e Castela com a subida ao trono do filho de ambos, Afonso Raimundes, que passaria à história como Afonso VII de Leão e Castela, o Imperador, rei da Galiza (1112–1157), e de Leão e de Castela (1126–1157).

Com a morte de Afonso VII (1157), os seus domínios são repartidos por dois dos seus filhos, Fernando, que recebe Leão e a Galiza, e Sancho, que fica com os reinos de Castela e Toledo. Por conseguinte, passam a reinar nos dois reinos agora separados dois ramos da mesma casa. Em 1230 procede-se à união definitiva das Coroas de Leão e de Castela, na pessoa de um bisneto de Afonso VII, Fernando III de Leão e Castela, o Santo.
A Dinastia de Borgonha continuaria a governar a Coroa de Castela agora unificada até 1369, data do assassínio do rei Pedro I pelo seu meio-irmão Henrique, Duque de Trastâmara. Tal como sucedeu em Portugal dezasseis anos mais tarde, a sucessão por um meio-irmão deu origem a uma quebra dinástica, iniciando-se assim a Dinastia de Trastâmara em Castela.

### Reis Espanhóis da Dinastia de Borgonha

#### Reis da Galiza
- Afonso VII de Leão e Castela (1112–1157)

#### Reis de Leão
- Afonso VII de Leão e Castela (1126–1157)
- Fernando II de Leão (1157–1188)
- Afonso IX de Leão, o Baboso (1188–1230), casado com Berengária de Castela
- Sancha II de Leão e Dulce I de Leão (1230)

#### Reis de Castela
- Afonso VII de Castela e Leão, com o título de imperador (1126–1157)
- Sancho III de Castela, o Desejado (1157–1158)
- Afonso VIII de Castela, o Bom (1158–1214)
- Henrique I de Castela (1214–1217)
- Berengária de Castela (ou Berenguela de Castela; regente durante a menoridade do irmão: 1214–1217, rainha de jure após a sua morte em 1217; casa-se com Afonso IX de Leão, último rei de Leão)

#### Coroa de Leão e Castela
- Fernando III de Castela, o Santo, rei de Castela (1217–1252) e de Leão (1230–1252)
- Afonso X de Castela, o Sábio 1252–1284, também imperador eleito (não de facto), do Sacro Império (1257–1273)
- Sancho IV de Castela, o Bravo (1284–1295)
- Fernando IV de Castela, o Emprazado (1295–1312)
- Afonso XI de Castela, o Justiceiro ou o do Salado (1312–1350)
- Pedro I de Castela, o Cruel ou o Justiceiro (1350–1369)
  - Constança de Castela, pretendente ao trono (1369, casa em 1371 com João de Gant, também pretendente)

## Escudos de Armas
Estes são os escudos de armas da Dinastia de Borgonha, de acordo com seus diferentes ramos: